# O Vigilante Rodoviário
O Vigilante Rodoviário  é uma série de televisão brasileira criada e dirigida pelo cineasta Ary Fernandes e pelo produtor Alfredo Palácios, foi exibida no início da década de 1960 pela TV Tupi. Fernandes também foi o compositor da canção tema de abertura da série, intitulada Canção do Vigilante Rodoviário.
Desde criança, Fernandes sentia falta de um herói 100% brasileiro. A criação da série foi a realização desse antigo sonho. A escolha do tema foi a admiração que ele próprio nutria pela Polícia Rodoviária e pela simpatia que a população sentia por este órgão.

## Elenco

### Principal
| Intérprete       | Personagem      |
| ---------------- | --------------- |
| Carlos Miranda   | Inspetor Carlos |
| King (cão)       | Lobo            |
| Reginaldo Vieira | Tuca            |

## Sinopse
A bordo de um Simca Chambord ou de uma motocicleta Harley Davidson, o Inspetor Carlos enfrenta todos os tipos de criminosos. Em seu trabalho, o Vigilante é acompanhado pelo seu fiel companheiro o pastor alemão Lobo — um cachorro muito esperto — no combate ao crime. A grande missão da dupla é manter a lei e a ordem nas rodovias de São Paulo.

## Episódios
| Episódios |
| --- |
| 1. O Diamante Grão Mongol 2. A Pedreira 3. Ladrões de Automóveis 4. Os Romeiros 5. Pombo-Correio 6. Bola de Meia 7. O Pagador (episódio recuperado) 8. Terras de Ninguém 9. O Mapa Histórico 10. A Eleição 11. O Potrinho Zuni 12. A História do Lobo 13. Aventuras do Tuca 14. O Rapto do Juca 15. O Homem do Realejo 16. O Invento 17. Aventura em Vila Velha 18. O Sósia 19. A Repórter 20. O Fugitivo 21. Remédios Falsificados 22. Aventura em Ouro Preto 23. O Recruta 24. Pânico no Ringue 25. O Ventríloquo 26. A Chantagem 27. A Fórmula do Gás 28. O Mágico 29. O Café Marcado 30. Os Cinco Valentes (episódio recuperado) 31. O Assalto 32. O Garimpo 33. O Suspeito 34. O Mordomo 35. O Mistério do Embú 36. Jogo Decisivo 37. A Extorsão 38. A Orquídea Glacial (episódio perdido) |

## Produção

### Criação e concepção

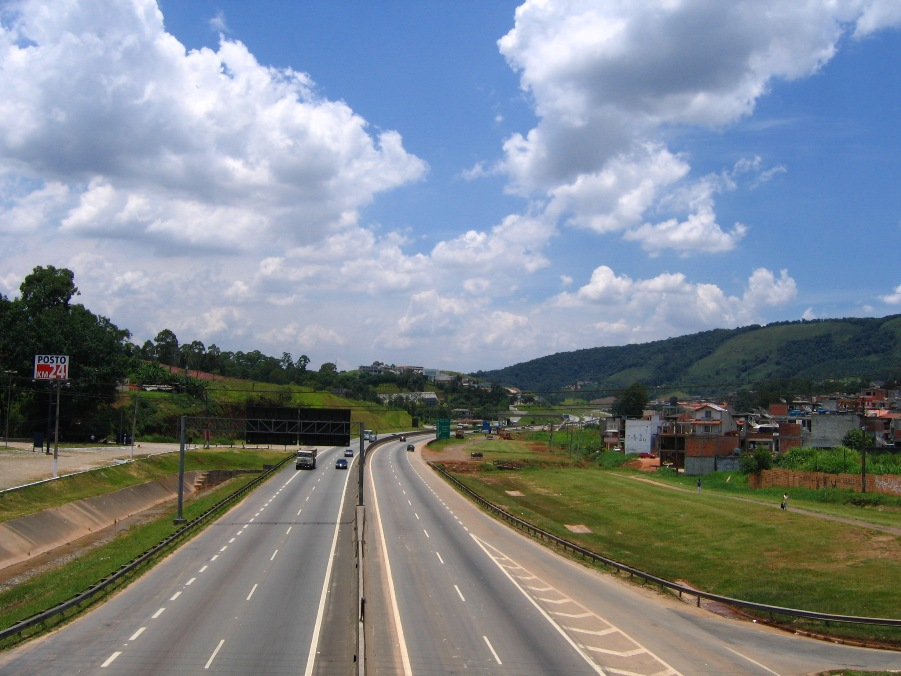
Rodovia Anhanguera na região de Perus, km 24 sentido norte

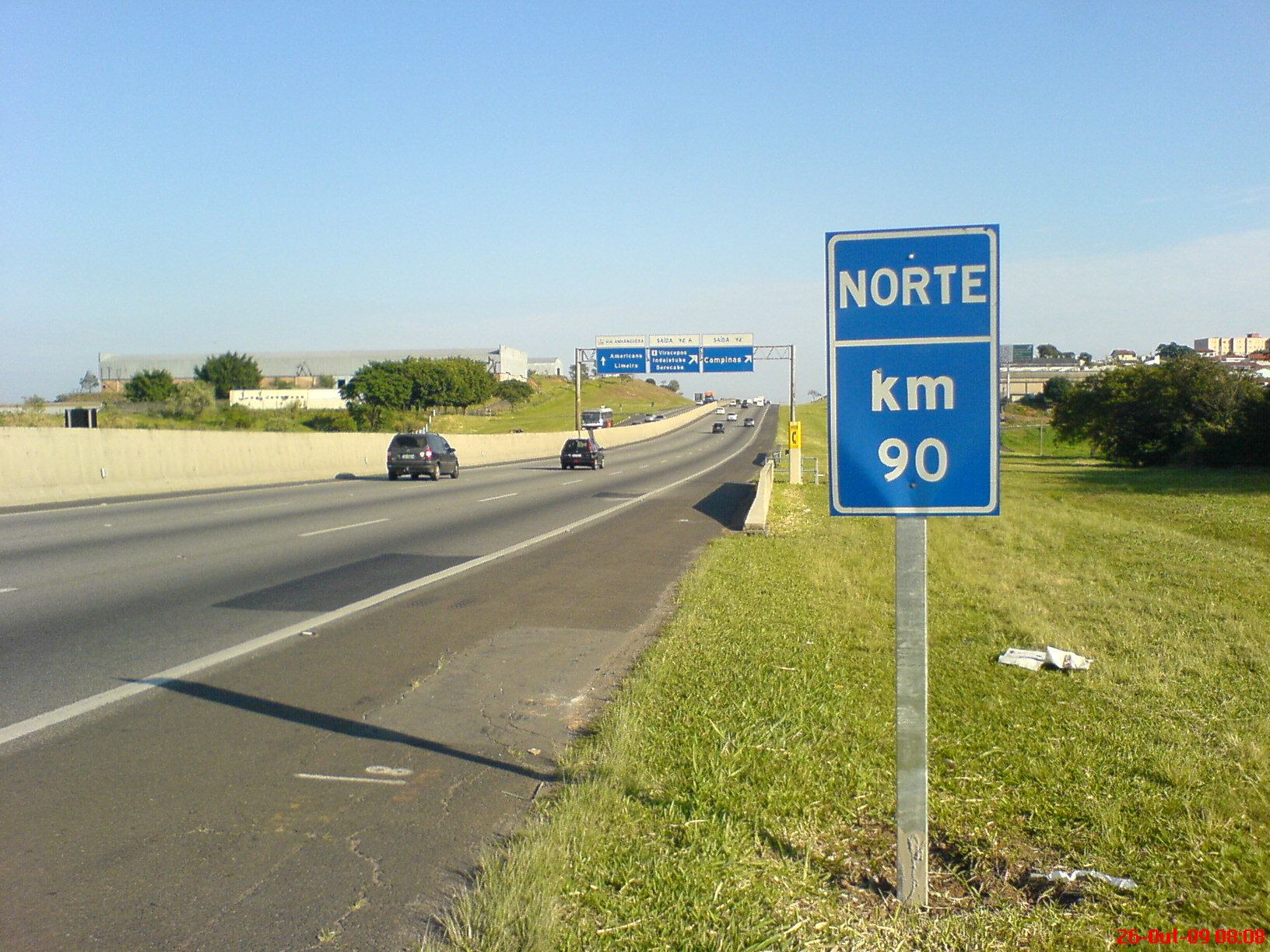
Rodovia Anhanguera na altura do km 90 sentido norte

Foi a primeira série de televisão filmada em película de cinema no Brasil. No total, foram 38 episódios, nos quais os personagens Inspetor Carlos, interpretado por Carlos Miranda, e seu cão Lobo, lutavam contra o crime, a bordo de uma motocicleta Harley-Davidson 1951 ou de um Simca Chambord 1959, na altura do km 38 da Rodovia Anhanguera onde a maioria dos episódios foram filmados — devido ao clima ensolarado durante a maior parte do ano, fator fundamental para a realização das filmagens externas.
Foi ao ar pela primeira vez em uma quarta-feira de março de 1961, na TV Tupi às 20h05 após o Repórter Esso, e patrocinado pela Nestlé do Brasil. O primeiro episódio da série foi "O Diamante Grão Mongol", sobre ladrões internacionais que entraram no país pelo Porto de Santos. Devido ao pouco tempo disponível entre as filmagens dos episódios, foi necessário que o personagem do vigilante fosse dublado. Para esta tarefa foi contratado um radioator da Rádio São Paulo. 

### Veículos

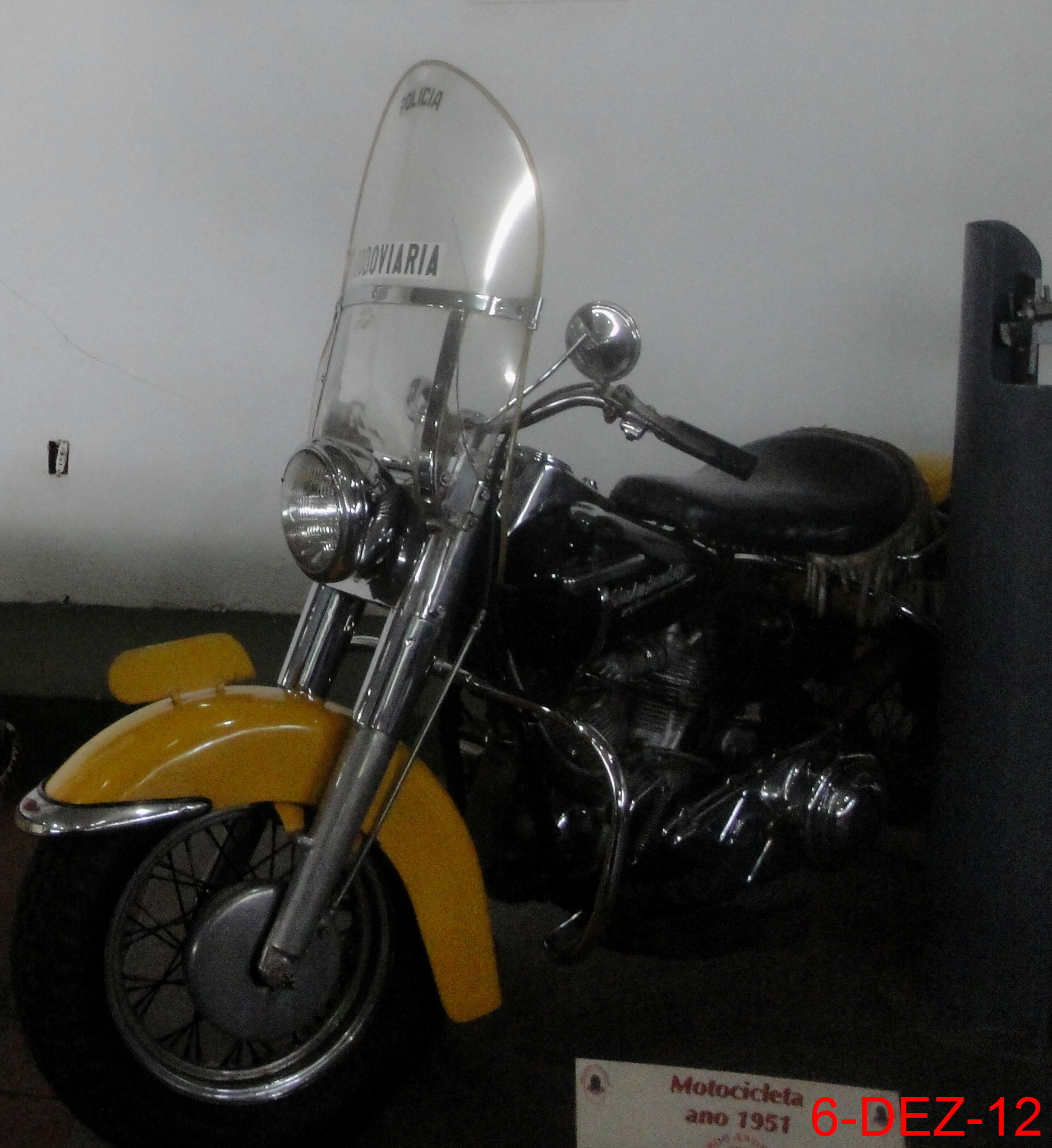
Harley-Davidson 1951, original do seriado, encontra-se no Museu Eduardo André Matarazzo

A motocicleta Harley-Davidson de 1951 que foi utilizada no seriado, é uma das raridades do acervo do Museu Eduardo André Matarazzo que está localizado na cidade de Bebedouro, no interior do estado de São Paulo, onde abriga coleções de carros antigos, motos, aviões, trens e peças bélicas.

Vigilante! Rodoviário!

De noite ou de dia
Firme no volante
Vai pela rodovia
Bravo Vigilante

Guardando toda a estrada
Forte e confiante
É o nosso camarada
Bravo Vigilante

O seu olhar amigo
É um farol que avisa o perigo
Audaz e temerário
Pra agir a cada instante
Da estrada é o Vigilante

Vigilante! Rodoviário!

Ary Fernandes

## Crossover
O episódio "O Imprevisto", transmitido pela primeira vez em 1968, fez parte do seriado de aventuras do esquadrão fictício da Força Aérea Brasileira (FAB) chamado Águias de Fogo, também escrito e dirigido por Ary Fernandes. O capítulo reúne os personagens das duas produções nacionais em um crossover para socorrer uma menina que precisa de atendimento médico de urgência em um vilarejo remoto. Enquanto os oficiais resgatam a criança de helicóptero, o inspetor Carlos e o cão Lobo fazem a escolta da ambulância que irá levá-la para o hospital.
A viatura utilizada pelo Vigilante no episódio, foi o protótipo de uma 'perua' chamada Gavião RR-1 (SW Gavião), desenvolvida a partir do Brasinca 4200 GT Uirapuru, e que nunca chegou a ser comercializada. Foi pintada nas cores da Polícia Rodoviária do Estado de São Paulo e cedida em comodato à corporação na época. Não se tem notícias do paradeiro desse protótipo.

## Reprises
Em 1967, a série foi reexibida pela TV Tupi e durante a década de 1970, foi reprisada pelas TVs Excelsior, Cultura, Globo e Record.
No ano de 2008, Ary Fernandes/PROCITEL selaram parceria com os canais por assinatura Canal Brasil e Globosat trouxeram o seriado novamente para TV, sendo que dos 38 episódios originais, um ficou totalmente deteriorado pelo tempo e outros dois tiveram problemas e não puderam ser remasterizados e telecinados. Um total de 35 episódios foram relançados a partir de 9 de março de 2009 pelo Canal Brasil, todas às segundas às 20:30hs, com reapresentação nas terças às 15:30hs e domingos às 11hs. 
Em março de 2020, a série passou a ser exibida pela TV Brasil.

## Remake
Na década de 70, Fernandes com a sua produtora Produções Cine Televisão (PROCITEL), desenvolveram um remake do seriado e foram selecionados através de um projeto da Embrafilme que visava incentivar a produção de filmes nacionais. Para interpretar o Inspetor Carlos, foi escolhido o ator Antônio Fonzar e para o papel do cão Lobo, foram utilizados três cães da Polícia Militar do Estado de São Paulo (PMESP), cada um com uma habilidade específica e no lugar do Simca Chambord da série original, foi utilizado um Dodge Dart. O média-metragem de 57 minutos foi realizado ao longo de quarenta dias.
Após a finalização do episódio piloto em 1978, o mesmo seria encaminhado à censura federal, e consequentemente, apresentado às emissoras de televisão para que fosse dada a continuidade à série, mas devido a problemas enfrentados pela Embrafilme na época, o projeto não pôde ser concluído, ficando restrito apenas a esse filme, que não foi exibido comercialmente, tendo uma cópia depositada na Cinemateca Brasileira e somente estreando na televisão pelo Canal Brasil (NET 66, TVA 39 e SKY 66) em 26 de julho de 2010 às 20:30hs.
O Vigilante Rodoviário (1978) faz parte da grade de programação do Cine Retrô da TV Brasil, exibida às terças e quintas-feiras às 22:30hs e aos sábados às 16hs e 21:30hs.

## Sequência
Em 2013, um projeto para continuidade da série foi anunciado.

## Prêmios
- 1962 - Troféu Roquette Pinto na categoria "Melhor Filme de Televisão – Série";[12]
- 1962 - Troféu Imprensa;[13]
- Troféu TV 7 Dias.

## Outras mídias

### Brinquedos
Seguindo o sucesso da série, a Nestlé lançou uma linha de brinquedos do Vigilante Rodoviário com bonequinhos e miniaturas dos veículos.

### Quadrinhos
O Vigilante ganhou uma adaptação em quadrinhos pela Editora Outubro, de propriedade de Jayme Cortez e Miguel Penteado, devido ao sucesso alcançado pela série. Entre os roteiristas que trabalham na publicação estavam Gedeone Malagola, Osvaldo Talo e Helena Fonseca e entre os ilustradores estavam artistas como Flavio Colin e Talo. As capas eram de autoria de Jayme Cortez e Talo. Foram publicadas doze edições e um almanaque pela editora entre os anos de 1962 e 1964, e as estórias seguiam a mesma linha de ação do seriado de televisão.
Em 1983, foi lançada uma revista do personagem sobre educação no trânsito publicada pela Polícia Rodoviária Federal (PRF) com patrocínio do achocolatado Nescau e roteiro de Carlos Miranda. A edição foi distribuida gratuitamente na semana da criança do mesmo ano.
Em 2001, Ary Fernandes solicitou ao editor e roteirista Roberto Guedes que produzisse uma graphic novel do Vigilante Rodoviário. Com ilustrações de Aluísio Souza e André Valle, a revista seria publicada pelo Studio Elenko e era uma publicação destinada às comemorações dos 40 anos do personagem, mas quando cerca doze páginas estavam prontas, o projeto foi cancelado devido a um infarto sofrido por Fernandes.

### Cinema
Foram produzidos nove longas metragens que eram a compilação de alguns episódios:
| Ano  | Filme                           | Episódios                                                                                  |
| ---- | ------------------------------- | ------------------------------------------------------------------------------------------ |
| 1962 | O Vigilante Rodoviário          | O Diamante Grão Mongol; A História do Lobo; Remédios Falsificados; A Repórter; Os Romeiros |
| 1964 | O Vigilante Contra o Crime      | Aventura em Ouro Preto; A Chantagem; Os Cinco Valentes; O Fugitivo; O Homem do Realejo     |
| 1966 | O Vigilante e os Cinco Valentes | A Extorsão; O Ventríloquo; O Recruta; Bola de Meia                                         |
| 1967 | O Vigilante em Missão Secreta   | Aventuras do Tuca; O Invento; O Sósia; Terras de Ninguém                                   |
| 1967 | Mistério do Taurus 38           | O Café Marcado; A Fórmula do Gás; O Garimpo; O Suspeito                                    |
| 1969 | Agente da Lei                   | Aventura em Vila Velha; Ladrões de Automóveis; O Pagador; Pombo-Correio; O Rapto do Juca   |
| 1970 | Marcado para o Perigo           | O Assalto; O Mágico; O Mapa Histórico; O Mordomo                                           |
| 1971 | Desafio à Aventura              | Pânico no Ringue; O Potrinho Zuni; A Pedreira; O Mistério do Embú                          |
| 1972 | Pânico no Império do Crime      | A Eleição; Jogo Decisivo; O Mistério do Embú; Bola de Meia; A Orquídea Glacial             |

### Documentário
Em 1986, os estudantes Pedro Paulo Halm (Pepeh), Guilherme Tristão e Luiz Arnaldo Campos do Instituto de Arte e Comunicação Social (IACS) da Universidade Federal Fluminense (UFF), produziram um documentário homônimo sobre o seriado.

### Fanfic
Os alunos Felipe Borges, Flavio Candido e Paulo Pepê Halm, do curso de cinema da Universidade Federal Fluminense (UFF) no ano de 1986, produziram um fanfic no formato de curta-metragem com 36 minutos de duração patrocinado pelo Departamento Nacional de Estradas de Rodagem (DNER) e baseado no seriado homônimo de Ary Fernandes, onde, a partir da denúncia do tráfico de animais silvestres feita por uma bióloga, o inspetor Carlos e seu fiel amigo, o cão Lobo, entram em ação.

### Faixa em CD

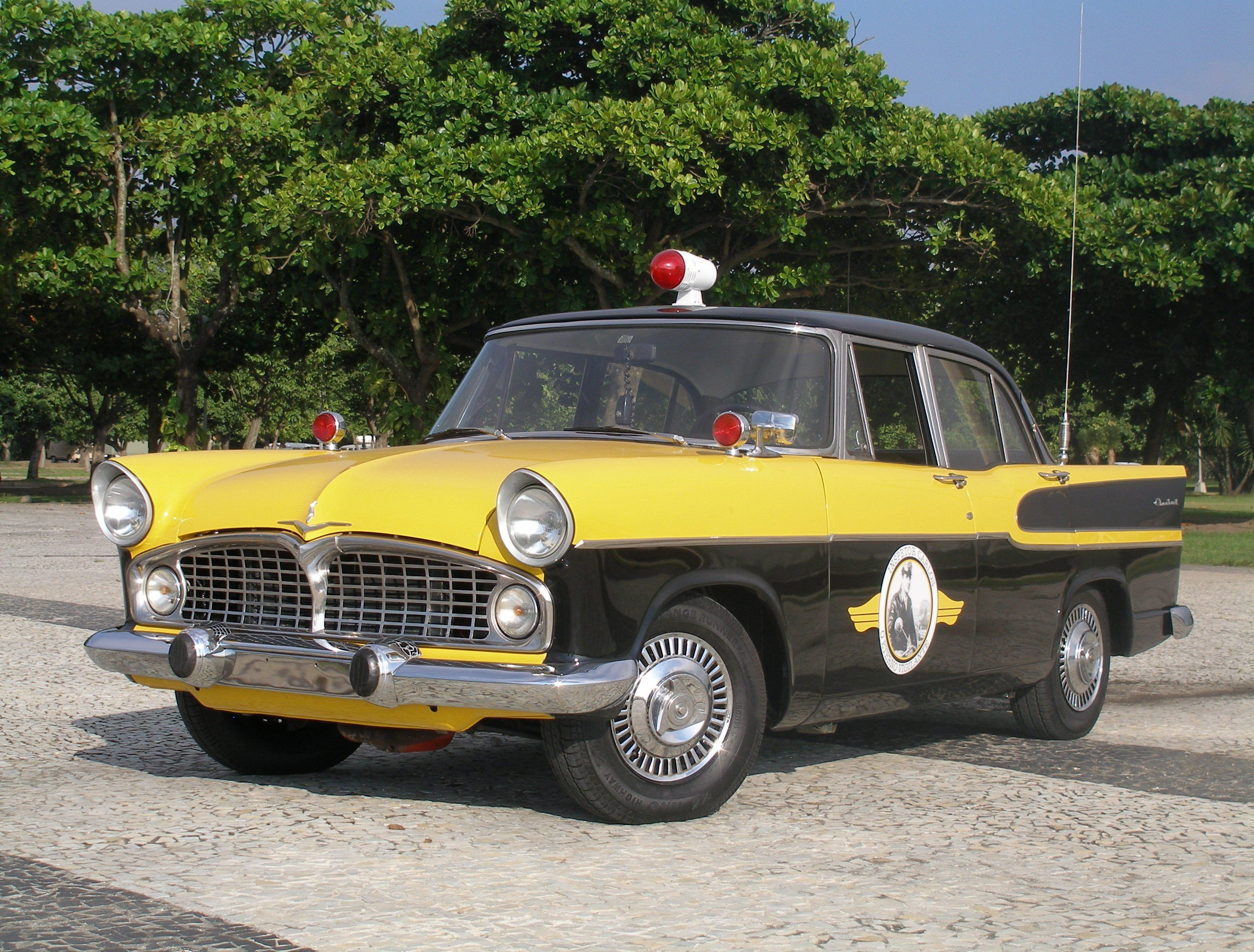
Simca Chambord, réplica da viatura original

Em 2002, a música tema do seriado: Canção do Vigilante Rodoviário, com autorização de Ary Fernandes, foi regravada com um novo arranjo musical e interpretada pelo músico Branco Mello dos Titãs para fazer parte de uma das faixas do CD Superfantástico (Quando Eu Era Pequeno), produzido pelo cantor e compositor Bruno Gouveia do Biquíni Cavadão.

### Lançamento em DVD
Em 27 de novembro de 2009, a PROCITEL através da distribuidora de vídeos Spectra Nova lançaram no mercado brasileiro um boxe contendo quatro DVDs reunindo trinta e cinco episódios que foram recuperados da série original em cópias remasterizadas e ficou na lista dos títulos mais vendidos no ano de 2010. A coleção carece de conteúdos extras — não possui entrevistas, making off, folhetos da série e nem informações sobre o elenco.

### Spin-off
O cineasta Octavio Caruso, idealizou o projeto de um seriado de ficção sobre um grupo de heróis nacionais chamado Os Vigilantes em 2013 e convidou Carlos Miranda para reviver o personagem do Vigilante como o chefe da equipe. Em 2014, um teaser foi filmado sem patrocínio para tentar viabilizar o piloto da série, mas o projeto não seguiu adiante.

### Fanzine
Um fanzine dedicado ao Vigilante Rodoviário venceu o Troféu Ângelo Agostini de 2020 na categoria "Melhor Fanzine de Quadrinhos ou sobre Quadrinhos". Com roteiro de Paulo Kobielski e ilustrações de Gleisson Cipriano, essa edição de vinte e quatro páginas publicada pela Mundo Gibi em 2019, reúne informações sobre a série, uma história em quadrinhos e uma entrevista com Carlos Miranda, que interpretou o personagem na TV. Foram impressas duas versões de capa dessa publicação.